# Гуго I Блавон
Гуго I Блавон (фр. Hugues Ier Blavons; ум. 23 декабря 1096 или 1097) — виконт Шартра, первый сеньор Пюизе.
Родился не позднее 1050 года. Сын Эрара I, виконта Шартра и графа Бретёйля, и его жены Гумберги де Сур.

## Биография
В 1067 году, воспользовавшись слабостью королевской власти в период несовершеннолетия короля Филиппа I, захватил замок Пюизе в Иль-де-Франс и сделал его своей резиденцией.
В 1073 году, после того, как его старший брат Эрар II принял монашеский постриг, стал виконтом Шартра, утверждён в этом качестве графом Блуа и Шартра Тибо III.

## Семья
Жена — Аликс де Монлери (ум. после 1097), дочь Ги I, сеньора де Монлери, и Годиерны, дамы де Гоме и де ла Ферте-Алэ.
Дети:
- Гильом, упом. 1077
- Оделина (ум до 2 ноября 1107), жена Гослена IV, сеньора де Лев
- Эрар III (умер в Палестине 21 августа 1099), сеньор Пюизе, виконт Шартра.
- Гуго (ум. 1118), сеньор Яффы
- Ги (ум. 1127 или позже), канонник в Шартре (1100), сложил духовный сан. Родоначальник сеньоров де Мервиль.
- Гумберга, жена Галона II, виконта де Шомон.
- Гильдуин (ум. после 1126), монах, аббат монастыря Нотр-Дам де ла Валле в Иозафате (1120)
- Галеран, сеньор де Вильпрё
- Рауль
- сын или дочь, их сын Эрар унаследовал от Галерана (своего дяди) сеньорию Вильпрё.